# البوذية والثيوصوفية
استعارت الثيوصوفية (بالإنجليزية: Theosophy)‏ بعض المفاهيم والمصطلحات من البوذية في تعاليمها، واعتنق بعض الثيوصوفيين –مثل هيلينا بلافاتسكي وهيلينا رويريتش وهنري ستيل أولكوت– البوذية أيضًا، وقد ساهم هنري ستيل أولكوت في وضع تصميم العَلم البوذي. بُسّطت البوذية التبتية في الغرب أول الأمر على أيدي الثيوصوفيين بشكل رئيسي، ومن بينهم إيفانز وينتز وألكسندرا ديفيد نيل.

كانت بلافاتسكي تقارن في بعض الأحيان بين الثيوصوفية وبوذية ماهايانا، وكتبت في كتابها «مفتاح الثيوصوفية» (بالإنجليزية: The Key to Theosophy) تقول: 
«لكن المدارس التابعة للكنيسة البوذية الشمالية... تدرّس كل المبادئ التي باتت تسمى الآن بالمبادئ الثيوصوفية، لأنها تشكل جزءًا من معرفة الأساسيات...»

## الثيوصوفيون بوصفهم بوذيين وباحثين في البوذيات

### مؤسسو الجمعية الثيوصوفية
في 25 مايو 1880، اعتنق كل من بلافاتسكي وأولكوت البوذية: وتلقيا في مدينة غالي تعاليم اللجوء (بالإنجليزية: Refuge) الدينية ومبادئ البانكاسيلا (بالإنجليزية: Pancasila) السلوكية الخمسة بشكل علني من راهب بوذي (بالإنجليزية: bhikkhu) سنهالي بارز. كان أولكوت وبلافاتسكي (إذ كانت الأخيرة قد حصلت على مواطنية الولايات المتحدة) أول أمريكيين يتحولان إلى البوذية وفقًا للمعنى التقليدي.
في أوساط باحثي البوذيات، ثمة فكرة مفادها أن «البوذيين الثيوصوفيين» كانوا السباقين بين كل من تلاهم من البوذيين الغربيين، أو البوذيين «البيض» كما كان يُطلق عليهم. وإضافة إلى ذلك، فقد سعوا إلى عقلنة البوذية، وتطهير مبدئها بإزالة عناصر «الخرافات الشعبية» منه. وحاولوا أيضًا أن يطابقوا بين البوذية ومذهب الباطنية، فعرّفوا غوتاما بوذا المستنير على أنه «كبير الخبراء» (بالإنجليزية: Master-Adept). وأخيرًا، اعتبروا أن من واجبهم تقديم المساعدة والدعم السياسي للبوذيين السنهاليين المضطهدين.

### الإحياء الثيوصوفي للبوذية
في عام 1880، بدأ أولكوت بإرساء أسس الحركة التربوية البوذية في سيلان. ولم يكن ثمة في سيلان آنذاك إلا مدرستان تحت إدارة البوذيين، غير أن العدد ارتفع بفضل جهود أولكوت إلى 205 مدارس وأربع كليات في عام 1907 (كلية أناندا في كولومبو، وكلية ماهيندا في غالي، وكلية دارماراجا في كاندي، وكلية مالياديفا في كورونيغالا)، وبذلك بدأت حركة الإحياء البوذي العظيمة في سيلان. وقد قدّم أولكوت القضية البوذية وشرحها للحكومة البريطانية، وأوجد سبيلًا إلى رفع التقييدات المفروضة على البوذيين مثل حظر المواكب والمدارس البوذية والإدارة المالية المحسَّنة للمعابد والأماكن المقدسة وما إلى هنالك.
وقد «وحّد [أولكوت] طوائف سيلان تحت راية القِسم البوذي من الجمعية الثيوصوفية (1880)، وطوائف اليابان الاثنتي عشرة في لجنة مشتركة للترويج للبوذية (1889)، وجمع بورما وسيام وسيلان تحت راية ميثاق للبوذيين الجنوبيين (1891)، ووحّد أخيرًا صفوف البوذيين الشماليين والجنوبيين عن طريق جمع تواقيع مشتركة على اقتراحات البوذية الأربعة عشر خاصته (1891)».

### أناغاريكا دارمابالا
شكّل منح أولكوت الرتبةَ الكهنوتية للبوذي الشاب دون ديفيد هيوافيثارانا –الذي اتخذ في ما بعد لنفسه اسم أناغاريكا دارمابالا- جزءًا هامًا من أعمال الأول في سيلان. كان دارمابالا، وهو من مؤسسي جمعية ماها بوذي وبطل سريلانكا القومي، واحدًا من الشخصيات الرئيسية في حركة الإحياء البوذية في سيلان خلال حكم الاستعمار البريطاني.
في ديسمبر 1884، جاءت بلافاتسكي إلى سيلان برفقة ليدبيتر والزوجين كوبر – أوكلي. واعتنق ليدبيتر البوذية بشكل رسمي –مقتديًا بقادة الجمعية الثيوصوفية- دون أن يهجر المسيحية (إذ كان كاهنًا أنجليكانيًا). وانضم ديفيد إلى فريق بلافاتسكي للذهاب إلى الهند.
عند وصولهم إلى الهند، عمل دارمابالا مع بلافاتسكي وأولكوت بصفته عضوًا في الجمعية الثيوصوفية. نصحاه بتكريس نفسه لخدمة «مصلحة البشرية»، والبدء بدراسة لغة البالي والفلسفة البوذية. كتب سانغاراكشيتا يقول إن دارمابالا في عمر العشرين افتُتن بالبوذية والثيوصوفية معًا على قدم المساواة.
بعد العودة من الهند، عمل دارمابالا في كولومبو أمينًا عامًا للقسم البوذي من الجمعية الثيوصوفية، ومديرًا للصحافة البوذية. في عام 1886، تولى مهمة الترجمة حين ذهب مع أولكوت وليدبيتر في جولة محاضرات على مناطق الجزيرة. وإضافة إلى ذلك، ساعد أولكوت في العمل على تنظيم المدارس البوذية. حين أوعز أولكوت إلى ليدبيتر في إعداد نسخة مختصرة عن كتاب «تعاليم العقيدة البوذية» (بالإنجليزية: Buddhist Catechism)، تولى دارمابالا مهمة ترجمته إلى اللغة السنهالية. ساهم عمل دارمابالا والثيوصوفيين في إحياء البوذية في سريلانكا ودول بوذية جنوبية أخرى.
لقّن ليدبيتر مبادئ التنظيم في مناطق متنوعة من كولومبو لعدد كبير من مدارس الأحد البوذية، وأسس أيضًا مدرسة إنجليزية عُرفت لاحقًا باسم كلية أناندا (واحدة من أشهر مدارس سيلان). كان من بين تلاميذ هذه المدرسة البوذي الشاب جيناراجاداسا، الذي شغل في ما بعد منصب الرئيس الرابع لفرع الجمعية الثيوصوفية في منطقة أديار.
في عام 1893، ذهب دارمابالا إلى الغرب، إلى إنجلترا أول الأمر ثم إلى شيكاغو، حيث مثّل الديانة البوذية في مؤتمر أديان العالم. وعلى الرغم من أنه لم يكن قد تجاوز التاسعة والعشرين من عمره، كان أشهر ممثلي البوذية في ذلك المحفل. خلال المؤتمر، عرّج عدة مرات على ثلاث أفكار رئيسية. أولًا، قال إن البوذية ديانة، وهي متسقة بشكل مثالي مع العلم الحديث، لأن تعاليم البوذية متوافقة تمامًا مع مبدأ التطور. وتحدث بإيجاز عن الفكرة البوذية القائلة إن الكون عبارة عن عملية متتالية من الانتشار بما يتفق مع قوانين الطبيعة. وثانيًا، قال دارمابالا إن أخلاقيات البوذية تتمحور حول الحب والتعاطف أكثر بكثير من نظيرتها في مواعظ البعثات التبشيرية المسيحية العاملة في سيلان. ودارت الفقرة الثالثة من خطاباته حول التأكيد على أن البوذية ديانة تقوم على التفاؤل والنشاط الفعال، ولا تمت إلى التشاؤمية والعطالة بأي صلة.

### كريسماس همفريز
في لندن عام 1924، أسس همفريز المقر البوذي (بالإنجليزية: Buddhist Lodge) للجمعية الثيوصوفية. ووفقًا لهمفريز، فإن الثيوصوفية والبوذية متطابقتان مفاهيميًا، بدليل النقاط المشتركة التالية: تعود كل حياة بعد عدة تقمصات إلى البراهمان غير الظاهر (بالإنجليزية: Unmanifest)؛ وتكون جميع الضمائر الفردية غير حقيقية بالمقارنة مع «الذات»، التي هي انعكاس للوجود المطلق؛ أما الكارما وتناسخ الأرواح فهما قانونان أساسيان. يمتد الدرب عبر مرحلة تحقيق الذات التنويرية لينتهي إلى الانعتاق في النيرفانا. وبهذا –وفقًا لكتابات همفريز- يكون الاختلاف بين الثيوصوفية والبوذية كامنًا في النبرة التوكيدية لا غير.
بفضل جهود دارمابالا التبشيرية، أسس البوذيون البريطانيون في عام 1926 فرعهم من جمعية ماها بوذي. وفي الوقت نفسه، حُوّل المقر البوذي إلى الجمعية البوذية البريطانية، التي شغل همفريز منصب رئاستها. كان همفريز بوذيًا علمانيًا لا يكلّ، بصفته محاضرًا وصحفيًا وكاتبًا ومنظمًا. وعمل كاتبًا و/أو محررًا لمنشورات «ذا بوديست لودج مونثلي بوليتن»، و«بوديزم إن إنجلاند»، و«ذا ميدل واي»، و«ذا ثيوسوفيكال ريفيو» (بالإنجليزية: The Buddhist Lodge Monthly Bulletin, Buddhism in England, The Middle Way, and The Theosophical Review).

### واتس وكونتسه
أصبح الفيلسوف والكاتب البوذي البريطاني ألان واتس عضوًا في المقر البوذي للجمعية الثيوصوفية في لندن منذ عمر الخامسة عشرة، وصدر كتابه الأول، «روح الزن» (بالإنجليزية: The Spirit of Zen)، حين كان في ربيعه التاسع عشر.
ويُذكر من بين الأعضاء الناشطين الآخرين في الجمعية الثيوصوفية إدوارد كونتسه، الذي أصبح في ما بعد باحثًا شهيرًا في البوذيات.

### دي. سوزوكي وب. سوزوكي
انتسب الفيلسوف البوذي والناشط الشهير في مجال تبسيط الزن، دي. ت. سوزوكي، وزوجته بياتريس سوزوكي إلى الجمعية الثيوصوفية في طوكيو عام 1920؛ وقد ورد اسماهما في قائمة أعضاء الجمعية الثيوصوفية التي أرسِلت إلى أديار في 12 مايو 1920. بعد الانتقال إلى كيوتو في عام 1924، شكّل الزوجان سوزوكي فرعًا جديدًا للجمعية الثيوصوفية أطلِق عليه اسم مقر الماهايانا (بالإنجليزية: Mahayana Lodge)، وكان معظم أعضاء المقر من البروفيسورات الجامعيين. في عام 1937، ألقى جيناراجاداسا، الذي تولى لاحقًا رئاسة الجمعية الثيوصوفية، محاضرتين في طوكيو ترجمهما دي. ت. سوزوكي إلى اليابانية.